# Osl
Die Osl waren eine Adelsfamilie im Königreich Ungarn des späten Mittelalters. Die Herkunft der Familie ist noch umstritten. Aus der Zeit um ungefähr 1200 sind die vier großen Linien Osl, Súr, Németi und Zemendorf-Antau bekannt. Die gemeinsamen Vorfahren dieser vier Linien dürfte nach August Ernst vermutlich schon in der Mitte des 11. Jahrhunderts gelebt haben. Im 12. und 13, Jahrhundert gehörten die Osl zu den mächtigsten, wohlhabendsten und einflussreichsten Geschlechtern im Komitat Ödenburg. Hier besaß die Familie den überwiegenden Teil der Grenzwächtersiedlungen des ungarischen Gyepűsystems. Der bedeutendste Zweig der Osl wurden die in Csorna begüterten Kanizsay.